# Węgry na Zimowych Igrzyskach Olimpijskich 1960
Węgry na Zimowych Igrzyskach Olimpijskich 1960 reprezentowało troje zawodników: dwóch mężczyzn i jedna kobieta. Był to ósmy start reprezentacji Węgier na zimowych igrzyskach olimpijskich.

## Skład kadry

### Biathlon
Mężczyźni
| Zawodnik  | Konkurencja   | czas biegu | Kary  | Łączny czas | Pozycja |
| --------- | ------------- | ---------- | ----- | ----------- | ------- |
| Pál Sajgó | Bieg na 20 km | 1:34:27,3  | 28:00 | 2:02:27,3   | 26.     |

### Biegi narciarskie
Mężczyźni
| Zawodnik  | Konkurencja   | czas    | Pozycja |
| --------- | ------------- | ------- | ------- |
| Pál Sajgó | Bieg na 15 km | 57:02,9 | 34.     |

Kobiety
| Zawodnik        | Konkurencja   | czas    | Pozycja |
| --------------- | ------------- | ------- | ------- |
| Magdolna Bartha | Bieg na 10 km | 47:23,2 | 23.     |

### Skoki narciarskie
Mężczyźni
| Skoczek     | Skok 1    | Skok 1 | Skok 2    | Skok 2 | Nota  | Pozycja |
| Skoczek     | odległość | Nota   | odległość | Nota   | Nota  | Pozycja |
| ----------- | --------- | ------ | --------- | ------ | ----- | ------- |
| Tamás Sudár | 73,5      | 84,1   | 64,0      | 81,7   | 165,8 | 41.     |